# Marionette (BOØWYの曲)
「Marionette -マリオネット-」は、日本のロックバンドであるBOØWYの楽曲。
1987年7月22日に東芝EMIのイーストワールドレーベルから6枚目のシングルとしてリリースされた。作詞は氷室京介、作曲・編曲は布袋寅泰、プロデュースは布袋および糟谷銑司が担当している。
前作「ONLY YOU」（1987年）よりおよそ3か月ぶりにリリースされたシングルであり、6枚目のアルバム『PSYCHOPATH』（1987年）からの先行シングルとなった。後のヴィジュアル系に先駆けた世界観やJ-ROCKを確立したサウンドを特徴としている。解散までの全てのライブで演奏され、同バンドの代表曲となった。
オリコンシングルチャートではバンド初の第1位を獲得し、BOØWYとしては最も売り上げの高いシングルとなった。

## 背景
「ROCK'N ROLL CIRCUS TOUR」最終日となった1987年2月24日の日本武道館公演終了後、BOØWYの解散が決定事項となった。解散が決定事項となって以降、氷室京介と布袋寅泰は直接対話する事がなくなり全て土屋を通してコミュニケーションをとる形となり、高橋は関係の修復を試みようとしたが不発に終わる事となった。その後氷室は休養を取りロンドンに滞在、布袋および松井恒松は山下久美子のコンサートツアーに帯同していた。その際に東芝EMIから「ONLY YOU」のシングルカットの要望が出され、東京には高橋まことしかいなかったために高橋は1人でプロモーション活動を行う事となった。同時期にレコーディング・ディレクターであった子安次郎はプロデューサーである糟谷銑司と共にロンドンに滞在中だった氷室の元へ赴き、1枚だけ新しいアルバムを制作する約束を取り付けた。

## 録音、音楽性
レコーディングは1987年6月に六本木にあるセディックAスタジオにて行われた。アルバム『PSYCHOPATH』のレコーディング中に本作がシングルとしてリリースされる事が決定し、シングル用のトラック・ダウンがテイクワン・スタジオでエンジニアの坂元達也によって行われた。当時一般のリスナーが所有していたのはラジカセやカーステレオ、ウォークマンなどであったため、本作もトラック・ダウン終了後の確認はロビーに設置されたラジカセで行われた。全員がOKを出した後も布袋だけはイントロだけを再度再生し念を入れて確認していたという。
本作は当初シングルとしてリリースする予定はなく、氷室は「これ以前に売れちゃってる実績があるから、どうせ売れちゃうんだったらこれも売れるかなって実験的なことをした。“これでも食らえ!”的な（笑）」と述べている。布袋は特にシングルとして意識した曲ではないと述べた他、アルバム全体のニュアンスを意識してアレンジは決定していると述べている。歌詞は氷室が長年温めていたテーマであり、曲に合っていたために歌詞として採用された。『音楽誌が書かないJポップ批評43 21世紀のBOØWY伝説』にて社会学者の木島由晶は、歌詞の韻を踏むセンスや日本語と英語のコンビネーションが絶妙であると述べ、後のヴィジュアル系の嚆矢となった事や日本語ロックをJ-ROCKとして確立した事に貢献した事などを主張した。
B面曲の「ワイルド・ワン (THE WILD ONE)」はアメリカ合衆国のミュージシャンであるスージー・クアトロのカバー曲。本作のシングルカットが決定された際に、会議においてアルバムには収録しないカバー曲を制作する事が決定し、様々な候補の中から「ワイルド・ワン」が選定される事となった。お遊び的な要素が強い事からクアトロ本人との共演が望ましいとの結論が出されたが、シングルのリリース日は既に決定していたため緊急工程が組まれる事となった。スタッフはすぐにクアトロ側にレコーディング依頼を行い、翌週の月曜日にはロンドンにてクアトロのボーカル部分のみのレコーディングが行われる運びとなったために、子安は1人でBOØWYの演奏が収録されたマルチテープを持参してロンドンへと向かう事となった。レコーディングは2、3テイクでOKとなり、水曜日に日本に帰国した子安は成田国際空港から六本木のセディックAスタジオまで駆けつけ、氷室の歌入れが終了した後にすぐトラック・ダウンを完了させた。完パケが完成したのが木曜日の早朝となり、子安は「Marionette」と「ワイルド・ワン」のマスターテープを御殿場にある東芝EMIのプレス工場に持ち込みぎりぎりでリリースに漕ぎつける形となった。ちなみにクアトロは歌声もギャランティーも全盛期と変わらなかったという。また、「ワイルド・ワン」は1987年夏のイベントライブにおいて数回演奏されている。

## リリース、チャート成績
1987年7月22日に東芝EMIのイーストワールドレーベルから7インチレコードの形態でリリースされた。アートワークはペーパースリーブジャケット。シングル盤はオリコンシングルチャートにおいて最高位第1位となり、リリース当初は登場週数13回で売り上げ枚数は23.0万枚であったが、最終的には登場週数18回で売り上げ枚数は24.4万枚となった。氷室は後のライブにおいて「お前らが俺達を日本一にしてくれた曲」とMCを行った。
同年10月26日にはミュージック・ビデオが収録されたCDビデオがリリースされた。CDビデオはCDプレイヤーで音声部分が20分、LDプレイヤーで映像部分が5分再生が可能なメディアで、BOØWYとしては唯一リリースされたもの。ビデオ部分は「Marionette」のビデオ・クリップ（アニメーションが入っているバージョン）、オーディオ部分はアルバム『PSYCHOPATH』以外の東芝EMIから発売されたアルバムから各1曲ずつと、ライブの定番曲「NO. NEW YORK」を加えたものであり、「NO. NEW YORK」はこのCDビデオにて初CD化となった。1989年5月24日には8センチCDの形態で再リリースされた。2013年2月27日にはCD-BOX『BOØWY SINGLE COMPLETE』に収録されて再リリースされた。

## ミュージック・ビデオ
アニメーションを使用したミュージック・ビデオが制作された。制作はガイナックス（監督は北久保弘之が担当）。構成としてはアニメーションによる寸劇の途中でメンバーの演奏しているモノクロの映像が差し込まれるものとなっている。アニメーションのストーリーは、近未来のような世界で脱走し追われている主人公が、謎の組織につかまってしまうが、組織のリーダーの仮面を取ると自分自身だったという内容となっている。主なスタッフは監督の北久保と作画監督の前田真宏だが、当時のアニメスタッフはクレジットされておらず、ほとんど関わっていない関係者のみがビデオに表示されており、これを見た会社の同僚であった岡田斗司夫は自著にて批判している。
またメイキングバージョンのミュージック・ビデオも制作されているが、これはアニメーションの制作に時間が掛かり、本編の完成が遅れプロモーションに間に合わなくなるために取られた「窮余の策」であると子安は述べている。リリース当時、都内にあるジュークボックスでは5分置きに本作がリクエストされていたという。

## メディアでの使用
日本テレビ系バラエティ番組『ダウンタウンのガキの使いやあらへんで!』（1989年 - ）に登場する遠藤章造（ココリコ）扮する覆面レスラー「ダイナマイト四国」の入場テーマ曲として使用されている。
「ツボな選曲」をコンセプトにしているエフエム東京ラジオドラマ『NISSAN あ、安部礼司〜BEYOND THE AVERAGE』（2006年 - ）では頻繁にこの楽曲がかかり、主人公の携帯の着メロになっている（ただし自作であるため音程がずれている部分がある）。また、MBSラジオのスポーツ番組『亀山つとむのかめ友 Sports Man Day』（2009年 - 2016年）および『MBSとらぐみタイガースライブ!』（2010年 - 2011年）の1コーナー「かめ友（とらぐみ）スポーツジャーナル」でジングルとして使用されている。

## 別バージョン
アルバム『PSYCHOPATH』収録時にはミックスが変更され、演奏時間が長くなりフェードアウト時間も長くなっている。シングルバージョンは坂元達也によってミックス作業が行われ、アルバムバージョンはハンザ・スタジオ所属のトーマス・シュティーラーによってミックス作業が行われた。ミュージック・ビデオではメイキングバージョン、アニメーションバージョン共にアルバムバージョンが使用されている。また後にリリースされた初のベスト・アルバム『“SINGLES”』（1988年）にはアルバムバージョンが収録され、CD-BOX『BOØWY COMPLETE 21st CENTURY 20th ANNIVERSARY EDITION』（2002年）収録の『“SINGLES”』において初めてシングルバージョンが収録される事となった。また、バンド初期に演奏された同名未発表曲（作曲・諸星アツシ）があるが全くの別曲である。

## カバー
- アカツキ. - トリビュート・アルバム『BOØWY Respect』（2003年）に収録[21]。
- 甲斐よしひろ - カバー・アルバム『TEN STORIES 2』（2008年）に収録[22]。
- GELUGUGU - アルバム『誰がバカやねん ロックンロールショウ』（2002年）に収録。
- SHOW-YA - カバー・アルバム『Glamorous Show〜Japanese Legendary Rock Covers』（2014年）に収録[23]。
- 装置メガネ - アルバム『青春メガネ』（2006年）に収録[24]。
- 蛸殴総本山 - アルバム『大熊小鹿馬場鶴田山田康雄』（2003年）に収録。

## 収録曲

### シングル
| #         | タイトル                         | 作詞                                 | 作曲                                 | 編曲      | 時間 |
| --------- | -------------------------------- | ------------------------------------ | ------------------------------------ | --------- | ---- |
| 1.        | 「Marionette -マリオネット-」    | 氷室京介                             | 布袋寅泰                             | 布袋寅泰  | 3:37 |
| 2.        | 「ワイルド・ワン」(THE WILD ONE) | ニッキー・チン、マイク・チャップマン | ニッキー・チン、マイク・チャップマン | 布袋寅泰  | 3:25 |
| 合計時間: | 合計時間:                        | 合計時間:                            | 合計時間:                            | 合計時間: | 7:02 |

### CDビデオ
| #         | タイトル          | 作詞      | 作曲      | 編曲      | 時間  |
| --------- | ----------------- | --------- | --------- | --------- | ----- |
| 1.        | 「RUNAWAY TRAIN」 | 氷室京介  | 布袋寅泰  | 布袋寅泰  | 3:21  |
| 2.        | 「CLOUDY HEART」  | 氷室京介  | 氷室京介  | 布袋寅泰  | 4:27  |
| 3.        | 「NO. NEW YORK」  | 深沢和明  | 布袋寅泰  | 布袋寅泰  | 4:16  |
| 4.        | 「JUST A HERO」   | 氷室京介  | 布袋寅泰  | 布袋寅泰  | 5:27  |
| 合計時間: | 合計時間:         | 合計時間: | 合計時間: | 合計時間: | 17:31 |

| #         | タイトル       | 作詞      | 作曲      | 編曲      | 時間 |
| --------- | -------------- | --------- | --------- | --------- | ---- |
| 5.        | 「Marionette」 | 氷室京介  | 布袋寅泰  | 布袋寅泰  | 4:10 |
| 合計時間: | 合計時間:      | 合計時間: | 合計時間: | 合計時間: | 4:10 |

## スタッフ・クレジット

### BOØWY
- 氷室京介 – ボーカル
- 布袋寅泰 – ギター、コーラス
- 松井恒松 – ベース
- 高橋まこと – ドラムス

### スタッフ
- 布袋寅泰 – サウンド・プロデューサー
- トーマス・シュティーラー – レコーディング・エンジニア
- 坂元達也 – ミックス・ダウン・エンジニア
- 永石勝 – クリエイティブ・ディレクション
- 小笠原琢己 – アートディレクション
- STUDIO TOY'S – デザイン

- 糟谷銑司（ユイ・ロック・プロジェクト） – プロデューサー
- 子安次郎（東芝EMI） – ディレクター
- 土屋浩（ユイ・ロック・プロジェクト） – マネージャー
- ゾンビ鈴木 – ロード・マネージャー
- ワンワン関口 – アシスタント・エンジニア

- 後藤由多加（ユイ音楽工房） – エグゼクティブ・プロデューサー
- 石坂敬一（東芝EMI） – エグゼクティブ・プロデューサー

## 収録アルバム
スタジオ音源（アルバムバージョン）
- 『“SINGLES”』（1988年） - 当初はアルバムバージョンが収録されていたが、CD-BOX『BOØWY COMPLETE 21st CENTURY 20th ANNIVERSARY EDITION』版以降はシングルバージョンに差し替えられている。
- 『THIS BOØWY』（1998年）
- 『THIS BOØWY DRASTIC』（2007年）
- 『BOØWY THE BEST "STORY"』（2013年）

ライブ音源
- 『“LAST GIGS”』（1988年） - 1988年4月5日の東京ドーム公演から収録。
- 『“GIGS” CASE OF BOØWY』（2001年） - 1987年7月31日のワールド記念ホール、1987年8月7日の横浜文化体育館公演から収録。
- 『“GIGS” CASE OF BOØWY COMPLETE』（2007年）
- 『“LAST GIGS” COMPLETE』（2008年）

## リリース日一覧
| No. | リリース日     | レーベル                                    | 規格              | カタログ番号 | 最高順位 | 備考                                           | 出典          |
| --- | -------------- | ------------------------------------------- | ----------------- | ------------ | -------- | ---------------------------------------------- | ------------- |
| 1   | 1987年7月22日  | 東芝EMI／イーストワールド                   | EP                | WTP-17980    | 1位      |                                                | [ 2 ] [ 25 ]  |
| 2   | 1987年10月26日 | 東芝EMI／イーストワールド                   | CDV               | CTV24-101    | -        | ジャケット、カップリング曲がシングル版と異なる |               |
| 3   | 1989年5月24日  | 東芝EMI／イーストワールド                   | 8センチCD         | XT10-2357    | -        | シングル盤のCD化                               | [ 26 ]        |
| 4   | 2013年2月27日  | EMIミュージック・ジャパン／イーストワールド | ブルースペックCD2 | TOCT-98025   | -        | 『BOØWY SINGLE COMPLETE』収録                  | [ 27 ] [ 28 ] |